# Método de Cannizzaro
Dado que los átomos son indivisibles, en una molécula debe haber necesariamente un número entero, y casi siempre sencillo, de átomos de cada clase. Si se determina el peso molecular de los compuestos de un elemento y el porcentaje en que entra este elemento en cada uno de los compuestos, las cantidades halladas son múltiplos sencillos del peso atómico del elemento.
Fue Cannizzaro —en un artículo de 1858 Sunto di un corso di Filosofia Chimica [Bosquejo de un curso de filosofía química], en el que insistió en la distinción entre peso atómico y peso molecular, acabando de fijar la hipótesis previamente efectuada por Avogadro— quien determinó que un mol de gas ocupaba un volumen de 22,4 litros en condiciones normales (c.n.). Su método permitió determinar la masa atómica.
En la tabla se muestra como ejemplo de la utilización de este método para varios compuestos de carbono.
A partir del dato del volumen molar (22,4 l de compuesto) Cannizzaro averiguaba la masa molecular  de un determinado compuesto gaseoso del elemento (p. el carbono), como se muestra en la segunda columna de la tabla.
A continuación se hacía un análisis elemental de cada compuesto, hallando el porcentaje del elemento (ver composición centesimal) en cada uno de los compuestos analizados (segunda columna).
Finalmente se calculaba la masa del elemento en la masa molecular de cada compuesto (haciendo el producto de los datos contenidos en la columna segunda y tercera).
La masa así calculada debe ser la masa atómica (si en el compuesto entra un solo átomo de carbono por molécula) o un múltiplo entero de éste si entra más de uno.
Si se elige un número suficiente de compuestos, es muy probable que al menos uno de ellos contenga un solo átomo por molécula de compuesto, de este modo la masa atómica debe ser el valor más bajo (es decir, el máximo común divisor de todos los valores obtenidos). Por ello este método se conoce también como método del máximo común divisor.